# Biais méthodologique
Pour les articles homonymes, voir Biais.
En science, un biais méthodologique est une erreur dans la méthode scientifique, le non-respect des règles de protocole, qui engendre des résultats erronés.